# فليكس (مغني)
فيليكس دانيلو جوميز بوسكيز (من مواليد 29 أغسطس 1980)،  معروف بأسمائه المسرحية فليكس و نيغا ،  هو مغني وكاتب أغاني بنمي. تبنى اسم نيغا بعد أن أخبره فنان بنمي آخر أنه «يغني مثل رجل أسود من جامايكا». قبل إصدار ألبوم في الولايات المتحدة في عام 2008، أزال فليكس الإشارات إلى لقبه في الأغاني، وتمت إعادة طباعة حزم الأقراص المضغوطة الخاصة به باسم «فليكس». 

## روابط خارجية
- فليكس (مغني) على موقع ميوزك برينز (الإنجليزية)
- فليكس (مغني) على موقع ديسكوغز (الإنجليزية)
- فليكس (مغني) على موقع ديسكوغز (الإنجليزية)
- فليكس (مغني) على موقع ديسكوغز (الإنجليزية)